# Лотарията
„Лотарията“ (на английски: The Lottery), издаден на български език като „Жребият“, е разказ от Шърли Джаксън, публикуван за първи път в брой на „Ню Йоркър“ от 26 юни 1948 г.
Описан е като „един от най-известните разкази в историята на американската литература“. 
Историята описва въображаем малък град в съвременна Америка, който спазва ежегодна традиция известна като „лотарията“. Целта ѝ е неизвестна до края, но става ясно, че гарантира продължаването на благоденствието на общността.
Първоначалната негативна реакция на читателите изненадва както Джаксън, така и Ню Йоркър: абонаменти били анулирани и през лятото на първата публикация на разказа били получени много гневни писма.  Съюзът на Южна Африка забранява творбата. 
Сюжетът е драматизиран няколко пъти и е подложен на много социологически и литературни анализи.

## Сюжет
Внимание:  Текстът по-долу разкрива сюжета на произведението (или части от него)!
Подробности от съвременния американски живот в малкия град са поукрасени чрез описание на ежегодна традиция, известна като „лотарията“. В малко селце от около 300 жители всички са както развълнувани, така и нервни, защото е 27 юни. Децата събират камъни, докато възрастните жители на града се събират за своето годишно събитие, което в местната традиция се практикува, за да се осигури добра реколта (Старецът Уорнър цитира стара поговорка: „С лотария през юни, царевицата натежава по-скоро“). Някои други села обаче вече са се отказали от лотарията и се разпространяват слухове, че селото по‘ на север обмисля да направи същото.
Подготовката на лотарията започва предишната вечер, когато търговеца на въглища г-н Самърс и пощальона г-н Грейвс съставят списък на всички фамилни къщи в града и подготвят набор от фишове хартия, по един на семейство; всички са празни, с изключение на един, маркирана с черна точка. Фишовете са сгънати и поставени в черна дървена кутия, която от своя страна се съхранява в сейф в офиса на г-н Съмърс, до започването на тегленето на лотарията. С течение на годините кутията се захабява и обезцветява, като когато не е в употреба се съхранява на различни места в града.
На 27 юни гражданите се събират малко преди 10 часа сутринта, за да приключат всичко навреме за обяд. Първо, главите на всяка семейна къща теглят по един фиш от кутията, но изчакват всички фишове да бъдат изтеглени преди да ги разгърнат. Бил Хътчинсън получава белязания фиш, което означава, че семейството му е избрано. Съпругата му Теси протестира, защо господин Съмърс притисна мъжа ѝ да тегли по-бързо, но останалите граждани отхвърлят жалбата ѝ. Тъй като семейството на Хатчинсън се състои само от едно домакинство, не се налага второ теглене за избор на едно от няколко домакинства в едно семейство.
За финалното теглене в кутията се поставя по един фиш за всеки член на домакинството – Бил, Теси и трите им деца. Всеки член, независимо от възрастта, тегли по едно листче, и така на Теси се пада маркираният фиш. Гражданите я замерят с камъни до смърт, докато тя крещи колко несправедлива е лотарията, а вятърът издухва вече непотребните фишове.

## Теми
Една от основните идеи на „Лотарията“ е тази на изкупителна жертва. Идеята ежегодишно да се убива някой с камъни прочиства града от лошото и дава път на доброто. Намек за това са селскостопанските препратки.
Сюжетът също говори за психологията на тълпата и идеята, че когато една голяма тълпа се държи по определен начин хората могат да изоставят разума и да действат жестоко. Идиличната обстановка на разказа също демонстрира, че насилието и злото могат да се случат навсякъде и във всеки контекст. Това също показва колко лесно хората могат да се обърнат един срещу друг. Никога не става ясно кога или къде конкретно се случва описано, което впоследствие кара някои читатели да го смятат за научна фантастика. 
Наред с манталитета на тълпата, историята говори за хора, които сляпо следват традициите, без да мислят за последствията от тях. 

## Възприемане

### Читателите
„Ню Йоркър“ получава „угаран от писма“, интересуващи от разказа, „рекорден брой писма, които списанието някога е получавало в отговор на художествено произведение“.  Много читатели поискали обяснение за ситуацията в разказа и месец след първоначалната публикация (22 юли 1948 г.) Джаксън отговоря в Сан Франциско Хроникъл: 
| „ | Изключително трудно е да обясня какво се надявах да покаже разказа. Предполагам, че поставяйки изключително древна и брутална традиция в контекста на настоящето и на собственото ми селце се надявах да шокирам читателите с графична драматизация на безсмисленото насилие и цялостната липса на човечност в живота им. | “ |

Джаксън живяла в Северен Бенингтън, щата Върмонт, а коментарът ѝ разкрива, че имала предвид именно Бенингтън, когато пише „Лотарията“. В лекция от 1960 г. (отпечатана в нейната колекция от 1968 г. „Ела с мен“), Джексън си припомня гневните писма, които получила през 1948 г.: 
| „ | Най-ужасяващата страна на публикуването на разкази и книги е осъзнаването, че те ще бъдат четени и препрочитани от непознати. Никога преди не го осъзнавах напълно, въпреки че във въображението си винаги съм си гледала с любов на върху мисълта на милиони хора, които ще бъдат приповдигнати, обогатени и щастливи заради написаните от мен разкази. Никога не съм предполагала, че тези милиони хора могат да бъдат толкова далеч от приповдигнати и биха седнали да ми пишат писма, които искрено се страхувах да отворя; от около тристате писма, които получих това лято, успях да преброя само около тринадесет, които бяха мили към мен и повечето от тях бяха от приятели. Дори майка ми ме смъмри: „На татко ти и аз изобщо не ни пукаше за разказа в „Ню Йоркър“, строго ми написа тя; „но ни изглежда, скъпа, че този тип мрачен разказ е всичко, за което вие младите мислите напоследък. Защо не напишеш за нещо, което приповдига настроението на хората?“ | “ |

„Ню Йоркър“ не е запазил записи на телефонните обаждания, но писмата, адресирани до Джексън, били препратени до нея. Това лято тя редовно получавала от 10 до 12 препратени писма на ден. Тя също получила седмични колети от „Ню Йоркър“, съдържащи писма и въпроси, адресирани до списанието или редактора Харолд Рос, както и копия на отговорите на списанието, изпратени до изпращачите на писмата. 
| „                          | Любопитно е, че има три основни теми преобладаващи в писмата от това лято – три теми, които могат да бъдат описани като объркване, размишление и много от доброто старо ругаене. В годините от тогава, през които разказът беше включен в колекции, драматизиран, екранизиран и дори – една напълно замайваща трансформация – превърнат в балет, тонът на писмата, които получавам се промени. Като по правило се обръщат по-мило към мен и като цяло писмата могат да бъдат обобщени с въпроси от рода на „какво значи този разказ?“ Въпреки това основният тон на по-ранните писма беше по-искрен, шокираща искреност. За начало хората не бяха особено загрижени какъв е смисъла на историята; какво наистина искаха да разберат беше провеждаха ли се някъде такива лотарии и къде можеха да отидат за да ги видят. | “ |
| Шърли Джаксън, „Ела с мен“ | |   |

### Критични интерпретации
Есето на Хелън Е. Небекур „Лотарията: символична обиколка на силала“ в американска литература (март 1974 г.) твърди, че всяко основно име в историята има специално значение. 
| „ | До края на първите два параграфа Джаксън внимателно е посочва сезона (лятно слънцестоене, време на древна невъздържаност и жертвоприношение) и камъните, най-древното оръжие за жертвоприношение. Също така тя е намеква за по-дълбокия смизъл чрез символизма на имената. „Мартин“, фамилията на Боби произлиза от средновековна английска дума означаваща маймуна. По този начин се съпоставя с „Хари Джоунс“ (в цялата си разпространеност) и „Дики Делякроа“ (от-Кръст) и ни предупреждава за Косматата маймуна във всички нас, замаскирано като християнство изопачено директно „De la croix (фр: от кръста)“, опростено от жителите на „Делакрой“. За ужас в края на историята именно Г-жа Делякроа, сърдечна и приятелски настроена в обичайното си настроение ще избере камък „толкова голям, че трябва да го повдигне с две ръце“, и ще подкани приятелките ѝ да я последват ... „Г-н Адамс“, едновременно прародител и мъченик в юдо-християнския мит за човека стои до „Г-жа Грейвс“ (английски: гроб) – върховното бягство на цялото човечество – най-вече от тълпата. | “ |

 Фриз Олслагер, в „Пребиването на г-жа Хатчинсън с камъни, значение на контекста в ' Лотарията '“ (Литературни Есета, 1988), пише: 
| „ | Името на жертвата на Джаксън я свързва с Ан Хъчинсън, чиято порочна вяра била смятана са ерес от пюританското общество и води до прогонването ѝ от Масачузец през годинате 1638. Въпреки че Теси Хъчисън не е духовен бунтовник със сигурност загатването на Джаксън за Ан Хъчинсън подсилва предположенията ѝ за спотаен сред жените във въображаемото ѝ селце бунт. Тъй като Теси Хъчинсън е главната героиня в „Лотарията“ ние разполагаме с всяка възможна индикация за това, че името ѝ наистина е препратка към Ан Хъчинсън. Последната е била отлъчена въпреки нечестния процес, докато Теси оспорва традицията и правотата на лотарията, както и покорният ѝ статут на съпруга. Нищо чудно именно това неподчинение да води до избирането ѝ от лотарията и замерянето ѝ с камъни до смърт от разгневената тълпа селяни. | “ |

 Епизодът „Куче на смъртта“ от 1992 г. на „Семейство Симпсън“ включва сцена, отнасяща се до „Лотарията“. По време на пика на лотарийната треска в Спрингфийлд, водещия на новините Кент Брокман обявява по телевизията, че хората, които се надяват да получат съвети за това как да спечелят джакпота са заели от местната библиотека всички налични копия на „Лотарията“ от Шърли Джаксън. Един от тях е Хоумър, който хвърля книгата в камината, след като Брокман разкрива, че „Разбира се, книгата не съдържа никакви подказки как да се спечели лотарията. Това по-скоро е смразяваща приказка за налудничав конформизъм...“ В книгата си Ширли Джексън: Есета върху литературното наследство Бернис Мърфи коментира, че тази сцена показва някои от най-противоречивите неща за Джексън: „Това говори много за прозорливостта на най-прословутата история на Джаксън, която повече от 50 години след създаването ѝ все още е достатъчно известна, за да си гарантира мястото в най-известния ситком в света. Фактът, че гражданското общество на Спрингфийлд също напълно пропуска смисъла на историята на Джексън ... може да се разглежда като индикация за цялостно погрешно представяне на Джаксън и работата ѝ.“.

В „Произволното осъждане и всепризнато насилие в 'Лотарията' на Шърли Джаксън“ (декември 2004 г.) Патрик Дж. Шийлдс предполага, че има връзка между смъртното наказание и „Лотарията“, когато пише: 
| „ | Въпреки че тези ритуални екзекуции изглежда са подкрепени от цялата общостност и са изпълнявани от както тя се помни изглежда се спотайва и някакво съмнение. Г-жа Адамс ни казва, че „[н]а някои места вече са се отказали от лотарията“ (S. Jackson, 1999, p. 77). От друга страна ние като читатели че чувстваме доста некомфортно наблюдавайки сред селяните подобно сляпо подчинение на някаква си традиция. Също така, ние като читатели сме склонни да го свържем с наблюдаването на съвременни екзекуции и да осъзнаем, че и в тези действия е замесен някакъв случаен принцип... За някои е трудно да си представят забраната на смъртното наказание в нашата култура. За тях забрана е равносилно на подронване на закона и моралните традиции. But it is precisely law and morality that are being undermined by the arbitrary condemnation of capital punishment. Но всъщност именно закона и моралните традиции са подронени чрез своеволното осъждане на смъртно. | “ |

## Драматизации
В допълнение към многобройните препечати в списания, колекции и учебници, „Лотарията“ е радио адаптирана, екранизирана на живо, превърната в балет от 1953 г., и филми от 1969 и 1997 г., опера и едноактова пиеса на Томас Мартин.

### Радио версия от 1951 г.
Радио адаптация от NBC е излъчена на 14 март 1951 г. като епизод от антологичната поредица NBC Представя: Един Разказ. Сценаристът Ърнест Киной  разширява сюжета, за да включи сцени от домовете на различни герои преди лотарията и разговор между Бил и Теси Хътчинсън (Бил предлага да напусне града преди лотарията да се случи, но Теси отказва, защото иска да отиде да пазарува в магазина на Флойд Самърс, след като лотарията приключи). Киной премахва определени герои, включително две от трите деца на Хътчинсън, и добавя поне един – Джон Гъндерсън, учител, който публично възразява срещу провежданата лотария и отначало отказва да тегли. Накрая Киной включва завършваща сцена, описваща дейностите на гражданите след лотарията и послеслов, в който разказвачът предлага: „Може и да няма лотария следващата година. Това зависи от всички нас. Все пак е възможно и да има.“ Продукцията е режисирана от Андрю К. Лов. 

### Телевизионна адаптация
Елън М. Вайлет пише първата телевизионна адаптация, видяна в Театър Камео на Алберт Макклиъри (1950 – 1955).

### 1969 г. филм
Късометражният филм на Лари Юст Лотарията (1969). изработен като част от поредицата на Енциклопедия Британика ' „Витрина за Разкази“, е класиран от Академичния Филмов Архив „като един от двата най-продавани образователни филма в историята“. Той има придружаващ десетминутен коментарен филм „Дискусия върху 'Лотарията'“ с Джеймс Дърбин, английски професор от университета в Южна Калифорния. С участието на Ед Бегли-младши като Джак Уотсън в третия филм, адаптацията на Юст има атмосфера на натурализъм и автентичност на малкия град заради кадрите на пикапи във Фелоу, Калифорния и местното население на Фелоу и Тафт, Калифорния. 

### Телевизионен филм (1996)
Дългометражният телевизионен филм на Антъни Спинър „Лотарията“, чиято премиера бе на 29 септември 1996 г. по NBC, е слабо базирано на оригиналната история от Шърли Джаксън продължение. Номиниран е за награда Сатурн през 1997 г. за най-добра телевизионна презентация в един жанр.